# Prioninae
Prioninae Latreille, 1802 è una sottofamiglia di insetti cerambicidi che annovera tra le più grandi specie di coleotteri conosciuti.

Diffusi in tutti i continenti, con particolare abbondanza nelle regioni tropicali, sono presenti anche in Europa, con specie dalle dimensioni più ridotte, ma sempre tra i più grandi coleotteri locali.

## Morfologia

### Adulto

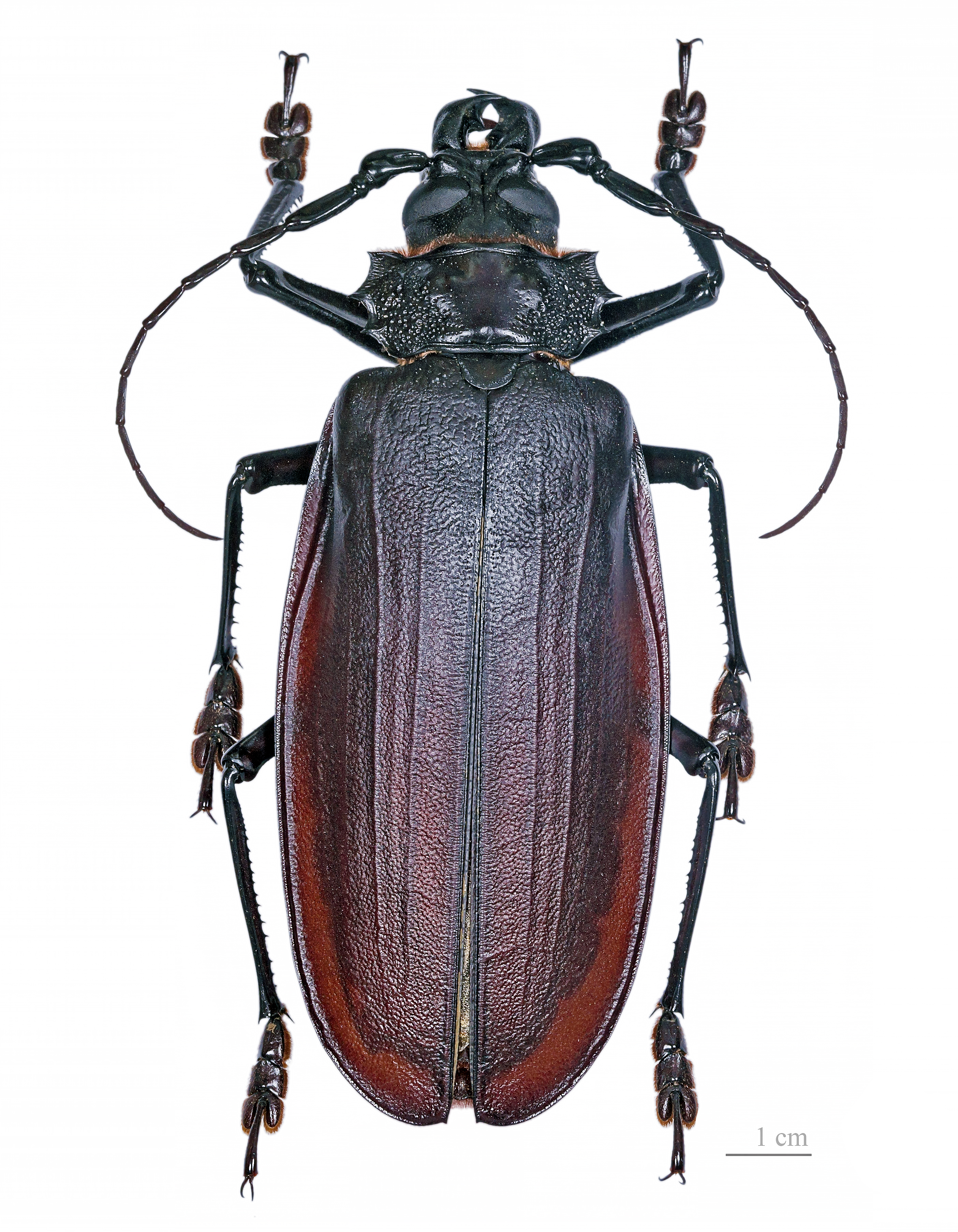
Titanus giganteus (Linneo, 1758), il più grande cerambicide del mondo

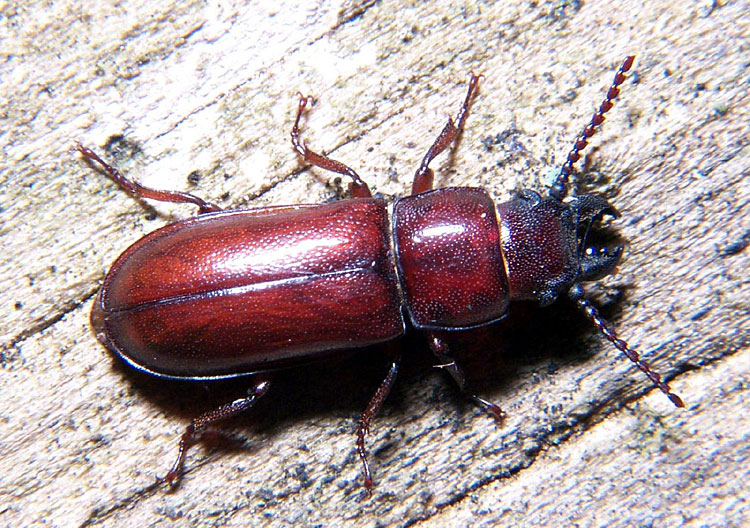
Il prionino lucanoide Neandra brunnea (Fabricius, 1798)

La maggior parte delle specie ha un aspetto robusto, spesso largo ed appiattito, colorazione nera o bruna, capo grande e prognato, antenne relativamente corte e protorace sempre dotato di una carena laterale e talvolta di numerosi denti.

Alcune tribù sudamericane tropicali (Mallaspini) presentano invece vistose colorazioni metalliche e disegni a colori contrastanti.

Le ali, studiate estesamente da Saalas, sono dotate di una cella nella regione anale (come quella dei Lepturinae), che scompare in alcuni gruppi più evoluti (Parandrini).

Le dimensioni possono essere ragguardevoli, raggiungendo i massimi conosciuti per i coleotteri. Altri insetti, come ad esempio i fasmidi, possono raggiungere lunghezze superiori, ma sono tuttavia inferiori come massa corporea.

Titanus giganteus (Linneo, 1758) dell'Amazzonia i cui maschi adulti raggiungono 16,8 cm (massimi riscontrati), Macrodontia cervicornis (Linneo, 1758), anch'essa amazzonica, raggiunge i 15 cm, Xixuthrus terribilis Thomson, 1877 delle Figi 13,5 cm, e moltissime sono le specie tropicali oltre i 10 cm.

Alcune specie si sono adattate alla vita sotto le cortecce, evolvendo caratteri analoghi a quelli dei lucanidi come corpo appiattito, grandi mandibole, pecilandria, riduzione delle antenne e sviluppo di paraonichi. Tra queste specie ricordiamo i rappresentanti delle tribù Mallodontini, Cantharocnemini, Eurypodini e Parandrini.

### Larva
Le larve dei Prioninae, carnose e spesso di grandi dimensioni, sono sempre dotate di zampe minute. Molte specie sono anche facilmente riconoscibili per avere il capo dotato di quattro denti al bordo anteriore del clipeo.

## Biologia

### Adulto
I Prioninae sono notturni o crepuscolari. Durante il giorno si rintanano sotto le cortecce, o nelle vecchie gallerie larvali dei tronchi d'albero. Alcuni possono venire attirati dalla luce dei lampioni stradali.

### Larva
Le larve compiono il loro sviluppo - spesso della durata di alcuni anni - all'interno di grossi tronchi d'albero, di piante perlopiù deperite o morte.

Le loro grandi dimensioni e la loro facile reperibilità, dovuta al fatto che molte di esse vivono in tronchi marcescenti, ha fatto sì che le larve di molte specie vengano utilizzate come cibo da alcune popolazioni indigene delle regioni Tropicali. Gli stessi Romani apprezzavano la larva del prionino Ergates faber, che essi chiamavano cossus, un nome passato poi ad altre specie di insetti (Cossidae).

## Sistematica
I Prioninae comprendono le seguenti tribù:
- Acanthophorini Thomson, 1864
- Aegosomatini Thomson, 1860
- Anacolini Thomson, 1857
- Cacoscelini Thomson, 1861
- Callipogonini Thomson, 1860
- Calocomini Galileo and Martins, 1993
- Cantharocnemini Thomson, 1861
- Ergatini Fairmaire, 1864
- Eurypodini Gahan, 1906 (1868)
- Hopliderini Thomson, 1864
- Macrodontiini Thomson, 1861
- Macrotomini Thomson, 1860
- Mallaspini Thomson, 1861
- Mallodonini Thomson, 1861
- Meroscelisini Thomson, 1860
- Prionini Latreille, 1802
- Remphanini Lacordaire, 1868
- Solenopterini Lacordaire, 1868
- Tereticini Lameere, 1913
- Vesperoctenini Vives, 2005

In Italia sono presenti soltanto cinque specie:
- Tragosoma depsarium Linnaeus, 1767 (Meroscelisini)
- Aegosoma scabricorne Scopoli, 1763 (Aegosomatini)
- Ergates faber Linnaeus, 1767 (Callipogonini)
- Prinobius myardi Mulsant, 1842 (= P. scutellaris Germar, 1817) (Macrotomini)
- Prionus coriarius Linnaeus, 1758 (Prionini)

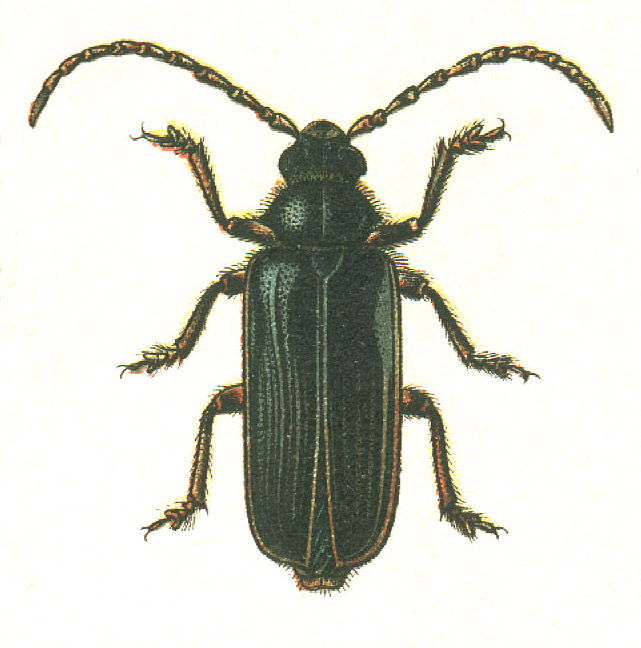
Tragosoma depsarium (Linnaeus, 1767)
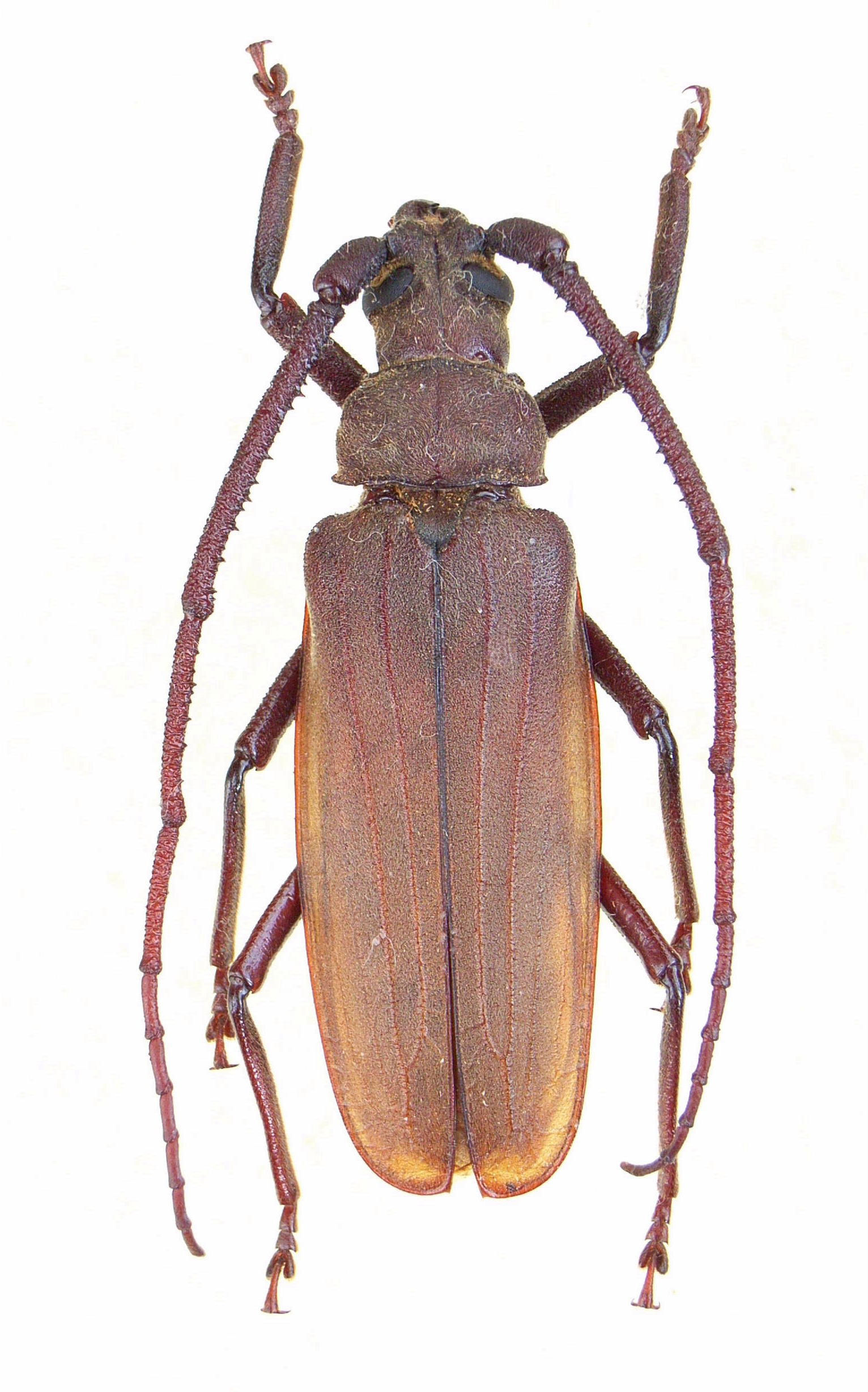
Aegosoma scabricorne (Scopoli, 1763) ♂
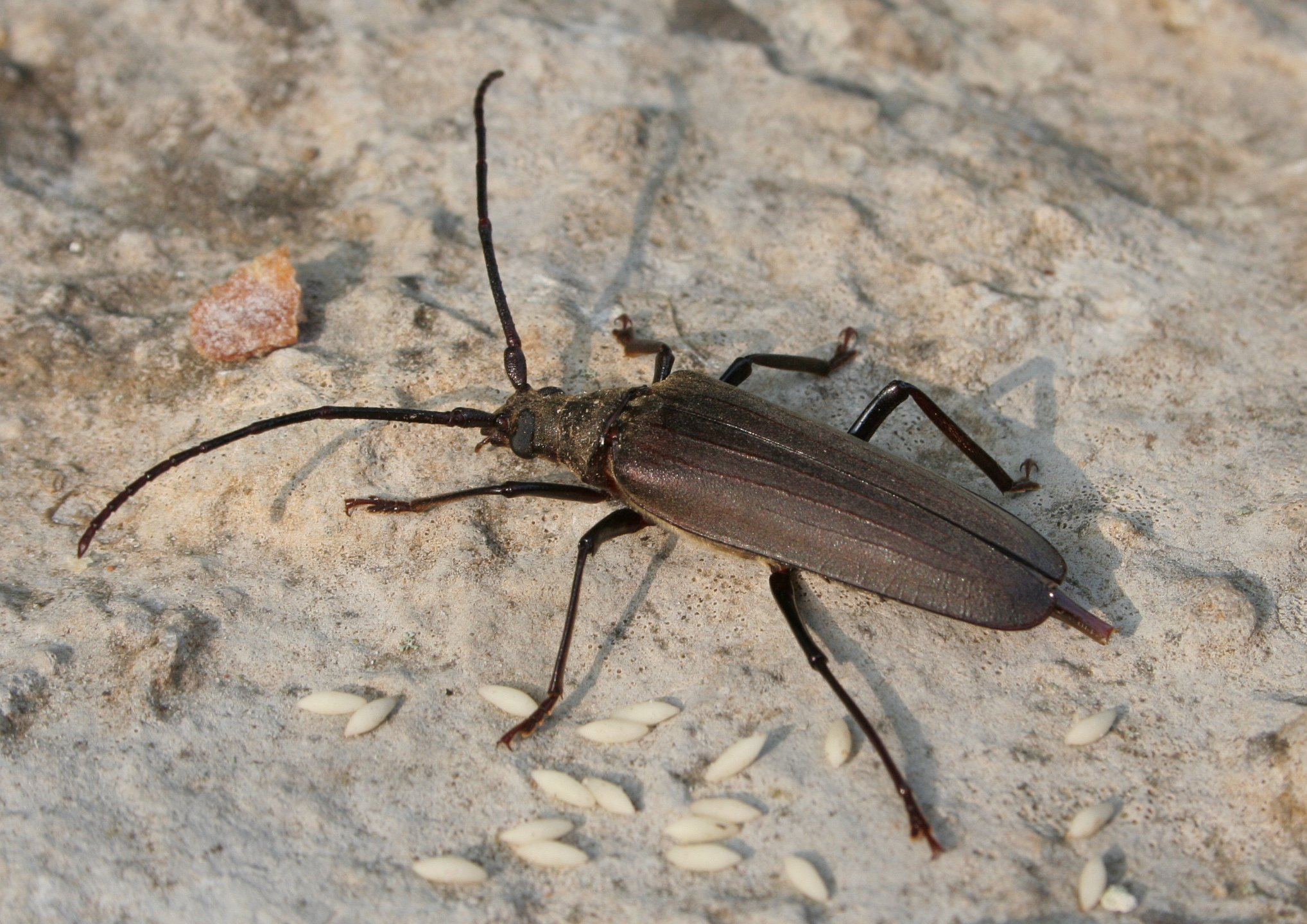
Aegosoma scabricorne (Scopoli, 1763) ♀
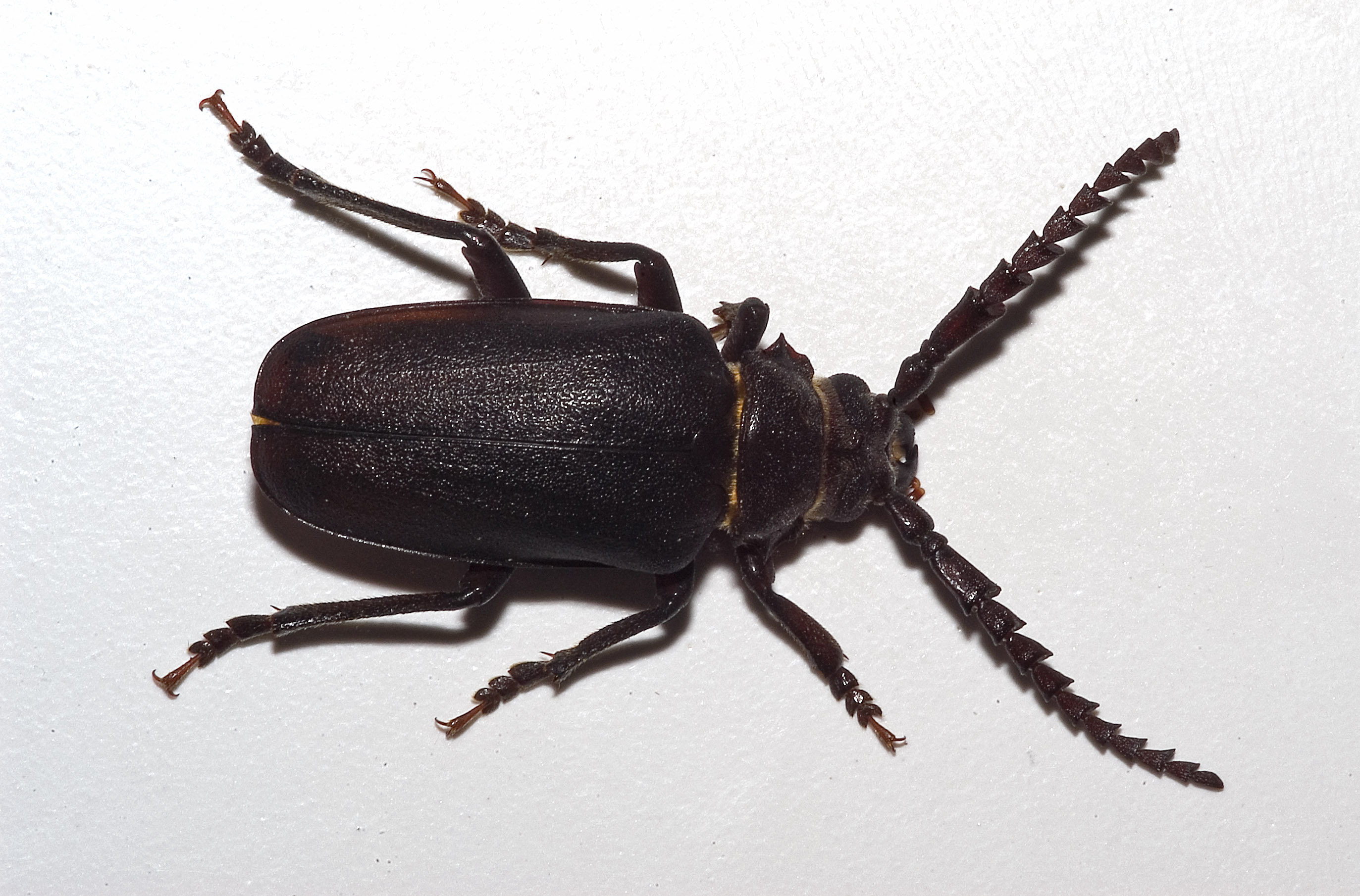
Prionus coriarius (Linnaeus, 1767) ♂